# Gnophos obscuraria
Gnophos obscuraria är en fjärilsart som beskrevs av Nitsche 1926. Gnophos obscuraria ingår i släktet Gnophos och familjen mätare. Inga underarter finns listade i Catalogue of Life.